# Buzz Barton
Emmett "Buzz" Barton (Chickasha, Oklahoma, 7 oktober 1916 - Kingston, Oklahoma, 17 april 2002) was een Amerikaans autocoureur. Hij schreef zich in 1952 en 1953 in voor de Indianapolis 500, maar wist zich beide keren niet te kwalificeren. Deze races waren allebei onderdeel van het Formule 1-kampioenschap.